# ألكسندر جوهري
ألكسندر جوهري (ولد في 18 فبراير 1959 في سانت دوني) ، رجل أعمال فرنسي من أصل جزائري عمل وسيطا في صفقات لصناعات الأسلحة ومشاريع دولية.

## عنه
أشارت صحيفة ليزيكو الفرنسية إلى عملة لمدة طويلة وسيطا في علاقات فرنسا الخارجية في شمال أفريقيا، وقد كان في التسعينيات مقربا من المسؤول في الاستخبارات الفرنسية ميشيل روسان، الذي قدمه إلى الرئيس جاك شيراك، كما كان مقربا من الرئيس نيقولا ساركوزي، واعتقل على ذمة التحقيق للاشتباه بدور له في التمويل الليبي لحملة ساركوزي الانتخابية عام 2007.
وفقا للصحفي أوليفييه دروين من مجلة كابيتال، تزوج جوهري من جيرمان، ابنة أ ، سيرجي تشيمزوف المقرب من الرئيس فلاديمير بوتين، وهو رجل رئيسي في المجمع الصناعي العسكري الروسي روستيخ.
يعيش جوهري اليوم في جنيف حيث يعمل رئيسا لشركة لمعالجة المياة والطاقة البديلة.

### روابط خارجية
- رجل غامض في قلب السلطة بقلـم آريان شيمين وماري فرانس إتشيغوين ، Le Nouvel Observateur ، 24 avril 2010
- شؤون جنيف ألكسندر جوهري ، La Tribune de Genève ، 19 septembre 2011